# Alborge (kommunhuvudort)
Alborge är en kommunhuvudort i Spanien.   Den ligger i provinsen Provincia de Zaragoza och regionen Aragonien, i den östra delen av landet, 300 km öster om huvudstaden Madrid. Alborge ligger 154 meter över havet och antalet invånare är 128.
Terrängen runt Alborge är platt åt nordväst, men åt sydost är den kuperad. Alborge ligger nere i en dal. Runt Alborge är det mycket glesbefolkat, med 3 invånare per kvadratkilometer. Närmaste större samhälle är Sástago, 1,4 km söder om Alborge. Trakten runt Alborge består till största delen av jordbruksmark.